# Национални карактер
Национални карактер је етно-психолошки конструкт који означава спој црта карактера и образаца понашања типичан за једну нацију. Теоријски је најприхватљивији концепт националног карактера заснован на усвајању истог темељног искуства (заједничка историја, језик, вера, обичаји, веровања итд) припадника једне нације, што доводи до формирања језгра карактера које је заједничко готово свим члановима те нације. Такав појам националног карактера близак је појму друштвеног карактера или базичне личности.